# St. Margareta (Eschweiler)

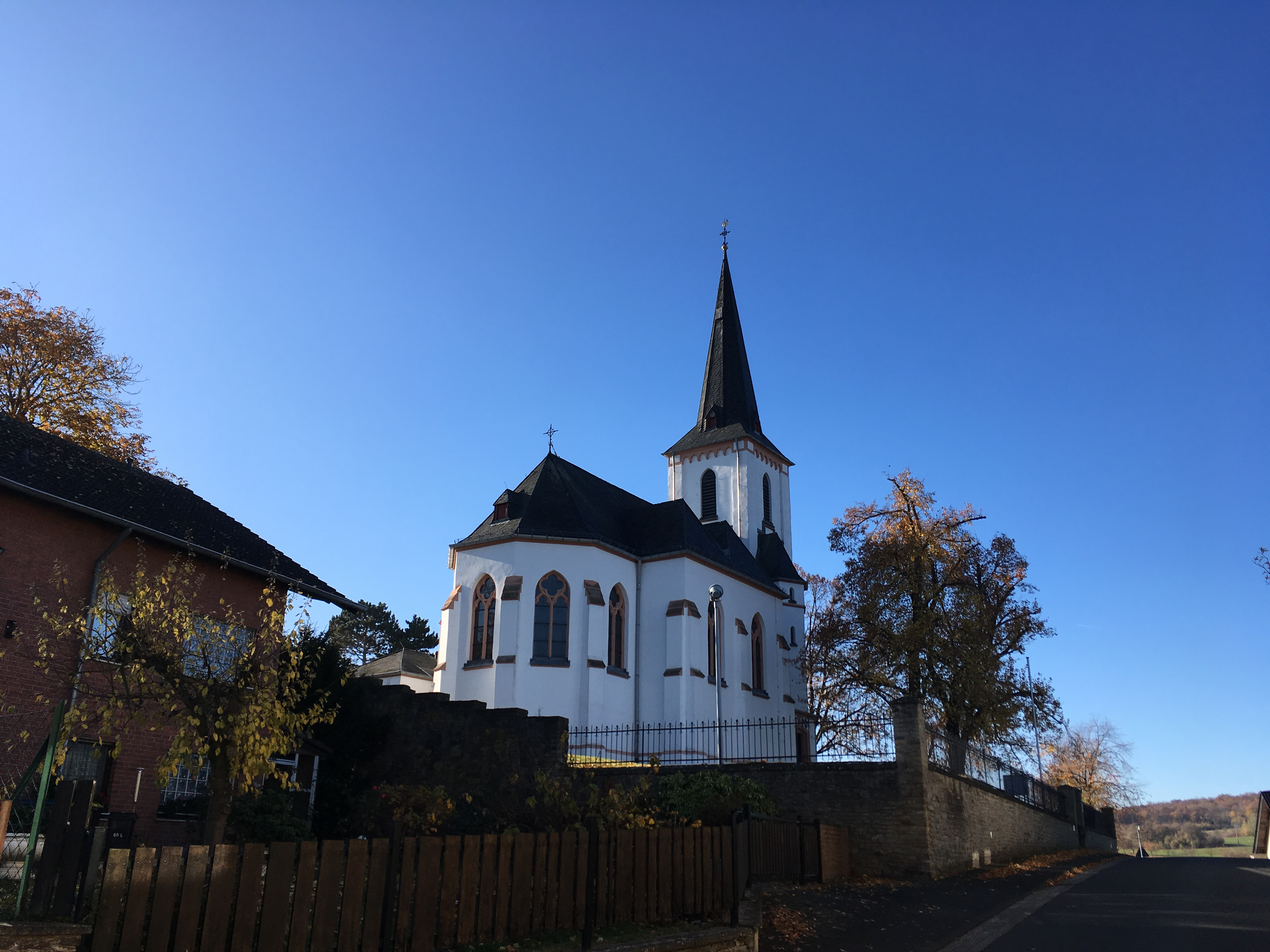
St. Margareta in Eschweiler

Die römisch-katholische Kirche St. Margareta ist eine neugotische Hallenkirche aus dem Anfang des 20. Jahrhunderts in Eschweiler, einem Stadtteil von Bad Münstereifel im Kreis Euskirchen in Nordrhein-Westfalen. Die Kirchengemeinde gehört zum Seelsorgebereich Bad Münstereifel des Erzbistums Köln. Das Patrozinium liegt bei der hl. Margareta von Antiochien.

## Lage
Die Holzheimer Straße führt von Westen kommend auf den historischen Dorfkern zu, der nach Osten hin ansteigt. Auf der erhöhten Fläche steht die Kirche auf einem Grundstück, das mit einer Mauer eingefriedet ist.

## Geschichte
Der Ort wurde 1115 erstmals urkundlich erwähnt. Die Bewohner waren zu dieser Zeit bereits abgabenpflichtig und leisteten den Zehnt an die Stiftskirche St. Chrysanthus und Daria in Bad Münstereifel. Wann ein erster Kirchenbau entstand, ist bislang nicht überliefert. Als sicher gilt, dass ein Vorgängerbau im Jahr 1804 zur Pfarrkirche erhoben wurde. Der im 21. Jahrhundert vorhandene Sakralbau entstand in den Jahren 1901 und 1902.

## Baubeschreibung

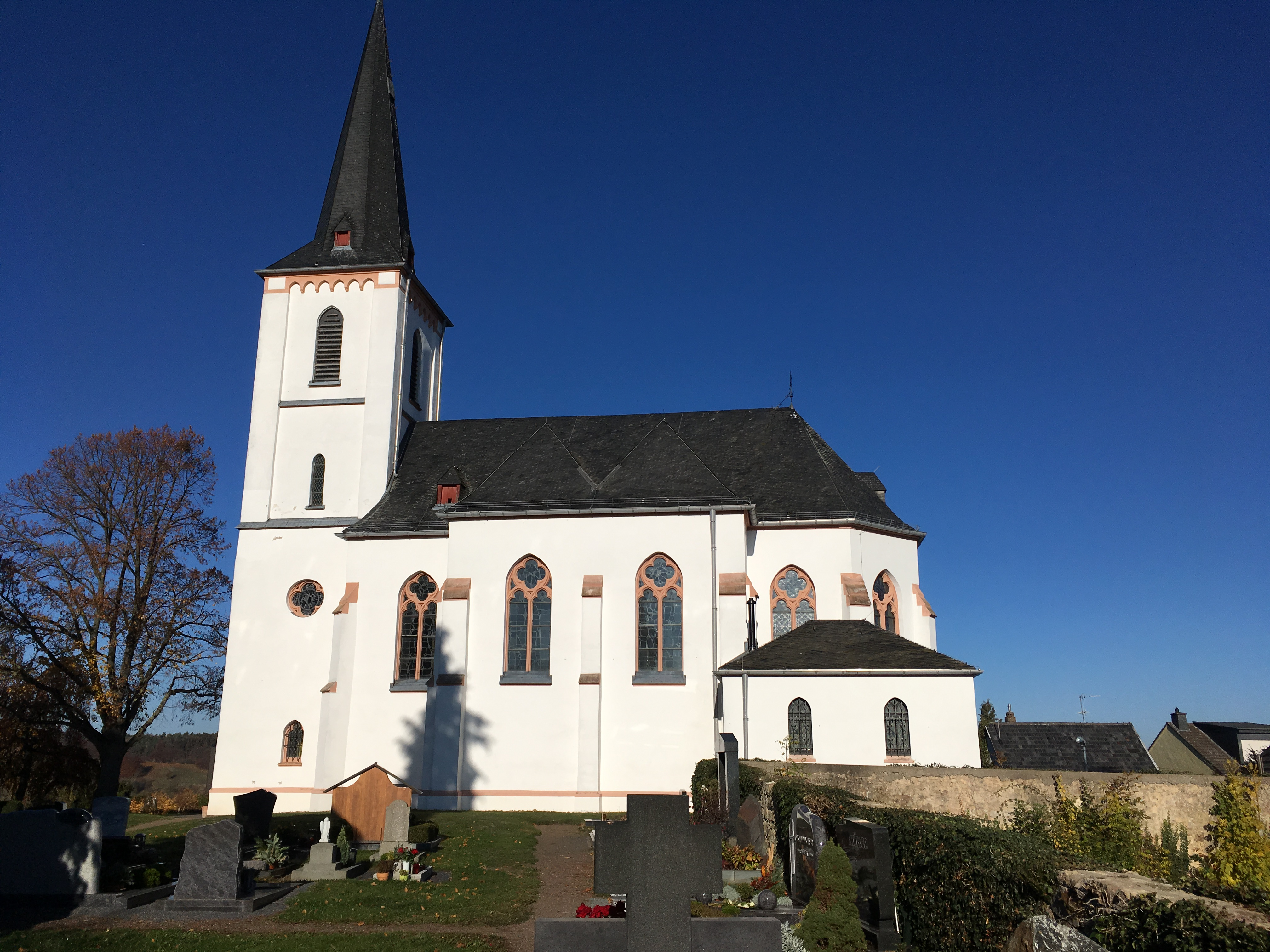
Ansicht von Süden

Der Chor ist leicht eingezogen und hat einen Fünfachtelschluss. An den Chorecken sorgt je ein zweifach getreppter Strebepfeiler für zusätzliche Stabilität. Dazwischen ist je ein zweigeteiltes Maßwerkfenster mit einem darüberliegenden Vierpass. Oberhalb des Sockels ist ein umlaufendes Gesims; am Übergang zum mit Schiefer gedeckten Dach ist eine umlaufende Voute. Im Dach befindet sich nach Osten hin ein kleines, hochrechteckiges Fenster; am First ein schmiedeeisernes Kreuz.
Das Kirchenschiff hat einen rechteckigen Grundriss, der durch zwei Kreuzarme ergänzt wird. Deren Längsseiten sind mit je drei getreppten Strebepfeilern ergänzt, dazwischen jeweils ein weiteres Maßwerkfenster. Sie werden durch jeweils ein weiteres Maßwerkfenster in Richtung Westen ergänzt. An der Nordseite ist zusätzlich ein Turmaufgang. Am südöstlichen Übergang vom Schiff zum Chor ist eine kleine Sakristei. Sie hat einen rechteckigen Grundriss und kleine, spitzbogenförmige Fenster.
Der Westturm hat einen quadratischen Grundriss und ist gegenüber dem Schiff stark eingezogen. Er kann durch ein Portal von Westen her betreten werden. An der Nord- und Südseite ist im Erdgeschoss jeweils ein kleines, spitzbogenförmiges Fenster. Im darüberliegenden Geschoss ist an den drei zugänglichen Seiten je ein Vierpass. Darüber erhebt sich das Glockengeschoss. Es wird von einem umlaufenden Gesims vom übrigen Baukörper getrennt. Die Ecken sind durch Lisenen betont. Dadurch entstehen vier Felder, die durch ein weiteres Gesims nochmals optisch voneinander getrennt sind. Im unteren Bereich ist an den drei zugänglichen Seiten je ein schmales Fenster, im oberen in allen vier Feldern je eine spitzbogenförmige Klangarkade. Den Abschluss macht ein nach unten geöffneter Rundbogenfries. Darüber erhebt sich der achtfach geknickte Turmhelm, der mit einem Wetterhahn abschließt.

## Ausstattung
Die Kirchenausstattung stammt aus der Bauzeit. Die Fenster auf der Empore im Turm, im Langschiff sowie einige im Querschiff stammen vom deutschen Glasmaler Hermann Gottfried. Er schuf 1975 mehrere freie Kompositionen aus Antikglas, Blei sowie Schwarzlot. Die Fenster im Querschiff schuf während der Bauzeit Heinrich Oidtmann II im Jahr 1903; auch er nutzte Antikglas, Blei und Schwarzlot für sein Werk. Oidtmann gestaltete aus Kathedralglas auch die Chorfenster. Sie zeigen Christi Geburt, die Auferstehung Jesu Christi sowie die Geistsendung. Letztere ist ausweislich einer Inschrift eine Stiftung von Franz Jos. Eschweiler aus Coeln im Jahr 1903.
Südöstlich des Bauwerks erinnert ein Denkmal an die Gefallenen der Weltkriege.